# Tatsuya Wada
Tatsuya Wada (født 21. juni 1994) er en japansk fodboldspiller, som spiller for den japanske fodboldklub Tochigi SC.